# 添州
添州是唐代黔州都督府所屬的一個羈縻州。治所在今广西壮族自治区百色市附近。属黔州所领羁縻州。辖境相当今百色市一带，是唐代招撫當地土著所設置的州縣，一般由其頭人任州官，宋代屬夔州路紹慶府。后废